# روبين فرنانديز (دراج)
روبين فرنانديز (بالإسبانية: Rubén Fernández)‏ هو دراج إسباني، ولد في 1 مارس 1991 في مرسية في إسبانيا.

## وصلات خارجية
- روبن فرنانديز على موقع الاتحاد الدولي للدراجات (الإنجليزية)
- روبن فرنانديز على موقع أرشيف الدراجات (الإنجليزية)
- روبن فرنانديز على موقع إحصائيات الدراجات الإحترافية (الإنجليزية)
- روبن فرنانديز على موقع نسبة الدراجات (الإنجليزية)
- روبن فرنانديز على موقع CycleBase (الإنجليزية)